# Europese kampioenschappen kunstschaatsen 1999
De Europese Kampioenschappen kunstschaatsen zijn wedstrijden die samen een jaarlijks terugkerend evenement vormen, georganiseerd door de Internationale Schaatsunie (ISU).
De kampioenschappen van 1999 vonden plaats van 24 tot en met 31 januari in Praag. Het was de eerste keer dat de kampioenschappen in Tsjechië werden gehouden. Het was de vijfde keer dat een EK kampioenschap in Praag plaatsvond. In 1934 (vrouwen en paren), 1937, 1948 en 1988 vonden de EK kampioenschappen hier plaats in toen nog Tsjechoslowakije.
Voor de mannen was het de 91e editie, voor de vrouwen en paren was het de 63e editie en voor de ijsdansers de 46e editie.
| Programma | Programma          | Programma          | Programma           | Programma            | Programma          | Programma           | Programma         |
| --------- | ------------------ | ------------------ | ------------------- | -------------------- | ------------------ | ------------------- | ----------------- |
|           | maandag 25 januari | dinsdag 26 januari | woensdag 27 januari | donderdag 28 januari | vrijdag 29 januari | zaterdag 30 januari | zondag 31 januari |
| Paren     | korte kür          |                    | lange kür           |                      |                    |                     | Gala              |
| Mannen    | kwalificatie       | korte kür          |                     | lange kür            |                    |                     | Gala              |
| IJsdansen |                    | verplichte kür     |                     | originele kür        | lange kür          |                     | Gala              |
| Vrouwen   |                    |                    | kwalificatie        |                      | korte kür          | lange kür           | Gala              |

## Deelname
Alle Europese ISU-leden hadden het recht om één startplaats per discipline in te vullen. Extra startplaatsen (met en maximum van drie per discipline) zijn verdiend op basis van eindklasseringen op het EK van 1998
Vierendertig landen schreven deelnemers in voor dit toernooi, zij zouden samen 113 startplaatsen invullen. Rusland nam met het maximale aantal van twaalf startplaatsen deel aan dit toernooi.
Voor België nam Matthew Van den Broeck voor de derde keer deel in het mannentoernooi en debuteerde Dorothee Derroitte in het vrouwentoernooi. Voor Nederland nam Marion Krijgsman voor de vijfde keer deel in het vrouwentoernooi.
(Tussen haakjes het totaal aantal startplaatsen over de vier disciplines.)
| Rusland (12) Duitsland (9) Oekraïne (9) Frankrijk (8) Bulgarije (5) Azerbeidzjan (4) Finland (4) | Hongarije (4) Italië (4) Polen (4) Slowakije (4) Tsjechië (4) Verenigd Koninkrijk (4) Denemarken (3) | Estland (3) Oostenrijk (3) Zwitserland (3) Armenië (2) België (2) Georgië (2) Griekenland (2) | Letland (2) Slovenië (2) Spanje (2) Zweden (2) Israël (1) Joegoslavië (1) Kroatië (1) | Litouwen (1) Luxemburg (1) Nederland (1) Noorwegen (1) Roemenië (1) Wit-Rusland (1) |

## Medaille verdeling
Bij de mannen stonden voor het tweede opeenvolgende jaar drie medaillewinnaars uit Rusland op het erepodium, het was voor de achtste keer dat de drie medaillewinnaars uit één land afkomstig waren, in 1891 (Duitsland), 1922, 1927, 1928 (Oostenrijk) en 1987, 1988 (Sovjet-Unie) gebeurde dit eerder. Aleksej Jagoedin prolongeerde de Europese titel, het was zijn tweede medaille. Jevgeni Ploesjenko werd net als in 1998 tweede en Alexei Urmanov op de derde plaats behaalde zijn vijfde medaille, in 1992, 1994 werd hij ook derde, in 1995 tweede en in 1997 werd hij Europees kampioen.
Bij de vrouwen stonden ook drie medaillewinnaars uit Rusland op het erepodium, het was voor de derde keer bij de vrouwen dat de drie medaillewinnaars uit één land afkomstig waren, in 1939 (Verenigd Koninkrijk) en 1957 (Oostenrijk) gebeurde dit eerder. Maria Butyrskaya prolongeerde de Europese titel, het was haar derde medaille, in 1996 werd ze derde. Julia Soldatova eindigde op de tweede plaats, het was haar eerste medaille. Debutante Viktoria Voltsjkova werd derde.
Bij de paren veroverde het debuterende Russische paar Maria Petrova / Aleksej Tichonov als 28e paar de Europese titel. Het Poolse paar Dorota Zagórska / Mariusz Siudek op plaats twee behaalde hun eerste medaille. Het was de tweede medaille voor Polen bij het paarrijden, in 1934 werd het paar Zofja Bilorowna / Tadeusz Kowalski derde. Het Franse paar Sarah Abitbol / Stephane Bernadis op de derde plaats behaalde hun derde medaille, in 1996 en 1998 werden ze ook derde.
Bij het ijsdansen werd het Russische paar Anjelika Krylova / Oleg Ovsyannikov het negentiende paar die de Europese titel veroverden en het vierde paar uit Rusland na het uiteenvallen van de Sovjet-Unie. Het was hun vijfde medaille, in 1996, 1997, 1998 werden ze tweede en in 1995 derde. Voor het Franse paar Marina Anissina / Gwendal Peizerat op plaats twee was het hun tweede medaille, in 1998 werden ze derde. Voor het Russische paar Irina Lobacheva / Ilia Averbukh op plaats drie was het hun eerste medaille bij de EK Kunstschaatsen.
| Discipline | Goud                                | Zilver                             | Brons                             |
| ---------- | ----------------------------------- | ---------------------------------- | --------------------------------- |
| Mannen     | Aleksej Jagoedin                    | Jevgeni Ploesjenko                 | Alexei Urmanov                    |
| Vrouwen    | Maria Boetyrskaja                   | Julia Soldatova                    | Viktoria Voltsjkova               |
| Paren      | Maria Petrova / Aleksej Tichonov    | Dorota Zagórska / Mariusz Siudek   | Sarah Abitbol / Stephane Bernadis |
| IJsdansen  | Anjelika Krylova / Oleg Ovsyannikov | Marina Anissina / Gwendal Peizerat | Irina Lobacheva / Ilia Averbukh   |

## Uitslagen
| #                      | naam (deelname)            | land                         | kwal. | korte kür | vrije kür | pc   |
| ---------------------- | -------------------------- | ---------------------------- | ----- | --------- | --------- | ---- |
| Goud                   | Aleksej Jagoedin (4)       | Vlag van Rusland             | 3A    | 2         | 1         | 3,4  |
| Zilver                 | Jevgeni Ploesjenko (2)     | Vlag van Rusland             | 1B    | 3         | 2         | 4,2  |
| Brons                  | Alexei Urmanov (7)         | Vlag van Rusland             | 2B    | 1         | 3         | 4,4  |
| 4                      | Andrejs Vlascenko (5)      | Vlag van Duitsland           | 2A    | 6         | 4         | 8,4  |
| 5                      | Laurent Tobel              | Vlag van Frankrijk           | 1A    | 9         | 5         | 10,8 |
| 6                      | Ivan Dinev (8)             | Vlag van Bulgarije           | 4A    | 4         | 7         | 11,0 |
| 7                      | Evgeny Pliuta (3)          | Vlag van Oekraïne            | 3B    | 7         | 6         | 11,4 |
| 8                      | Vincent Restencourt        | Vlag van Frankrijk           | 15B   | 5         | 8         | 13,0 |
| 9                      | Sergei Rylov               | Vlag van Oekraïne            | 4B    | 11        | 10        | 18,2 |
| 10                     | Patrick Meier (7)          | Vlag van Zwitserland         | 8B    | 12        | 9         | 19,4 |
| 11                     | Robert Grzegorczyk (5)     | Vlag van Polen               | 7A    | 10        | 11        | 19,8 |
| 12                     | Vitaly Danilchenko         | Vlag van Azerbeidzjan        | 6B    | 15        | 12        | 23,4 |
| 13                     | Neil Wilson (3)            | Vlag van Verenigd Koninkrijk | 8A    | 13        | 13        | 24,0 |
| 14                     | Szabolcs Vidrai (6)        | Vlag van Hongarije           | 5A    | 8         | 18        | 24,8 |
| 15                     | Robert Kazimir (4)         | Vlag van Slowakije           | 9A    | 17        | 14        | 27,8 |
| 16                     | Margus Hernits (3)         | Vlag van Estland             | 10B   | 18        | 15        | 29,8 |
| 17                     | Stefan Lindemann           | Vlag van Duitsland           | 6A    | 14        | 19        | 29,8 |
| 18                     | Michael Tyllesen (7)       | Vlag van Denemarken          | 12B   | 16        | 16        | 30,4 |
| 19                     | Johnny Jensen (3)          | Vlag van Denemarken          | 9B    | 21        | 17        | 33,2 |
| 20                     | Gheorghe Chiper            | Vlag van Roemenië            | 13A   | 19        | 31        | 37,6 |
| 21                     | Vachtang Moervanidze (4)   | Vlag van Georgië             | 7B    | 22        | 22        | 38,0 |
| 22                     | Jan Cejvan (5)             | Vlag van Slovenië            | 12A   | 23        | 20        | 38,6 |
| 23                     | Lukas Rakowski             | Vlag van Tsjechië            | 10A   | 20        | 24        | 40,0 |
| 24                     | Clive Shorten              | Vlag van Verenigd Koninkrijk | 14B   | 24        | 23        | 43,0 |
| Vrije kür niet bereikt |                            |                              |       |           |           |      |
| 25                     | Patrick Schmit (6)         | Vlag van Luxemburg           | 13B   | 25        |           |      |
| 26                     | Sergei Telenkov (2)        | Vlag van Letland             | 11B   | 28        |           |      |
| 27                     | Hristo Turlakov (2)        | Vlag van Bulgarije           | 15B   | 26        |           |      |
| 28                     | Angelo Dolfini             | Vlag van Italië              | 14A   | 27        |           |      |
| 29                     | Markus Leminen (6)         | Vlag van Finland             | 11A   | 29        |           |      |
| 30                     | Filip Stiller              | Vlag van Zweden              | 15A   | 30        |           |      |
| Alleen kwalificatie    |                            |                              |       |           |           |      |
| 31                     | Clemens Jonas              | Vlag van Oostenrijk          | 16A   |           |           |      |
| 31                     | Miguel Alegre              | Vlag van Spanje              | 16B   |           |           |      |
| 33                     | Matthew Van den Broeck (3) | Vlag van België              | 17A   |           |           |      |
| 33                     | Edgar Grigoryan (2)        | Vlag van Armenië             | 17B   |           |           |      |
| 35                     | Panagiotis Markouizos      | Vlag van Griekenland         | 18A   |           |           |      |

| #                      | naam (deelname)         | land                         | kwal. | korte kür | vrije kür | pc     |
| ---------------------- | ----------------------- | ---------------------------- | ----- | --------- | --------- | ------ |
| Goud                   | Maria Boetyrskaja (7)   | Vlag van Rusland             | 1A    | 1         | 1         | 2,0    |
| Zilver                 | Julia Soldatova (2)     | Vlag van Rusland             | 1B    | 3         | 3         | 5,2    |
| Brons                  | Viktoria Voltsjkova     | Vlag van Rusland             | 2A    | 2         | 5         | 7,0    |
| 4                      | Diana Poth (3)          | Vlag van Hongarije           | 3A    | 6         | 4         | 8,8    |
| 5                      | Vanessa Gusmeroli (4)   | Vlag van Frankrijk           | 2B    | 5         | 6         | 9,8    |
| 6                      | Júlia Sebestyén (3)     | Vlag van Hongarije           | 7A    | 11        | 2         | 11,4   |
| 7                      | Elena Liashenko (6)     | Vlag van Oekraïne            | 6A    | 4         | 9         | 13,8   |
| 8                      | Yulia Lavrenchuk (5)    | Vlag van Oekraïne            | 5A    | 7         | 8         | 14,2   |
| 9                      | Alisa Drei (3)          | Vlag van Finland             | 8A    | 9         | 7         | 15,6   |
| 10                     | Sabina Wojtala (2)      | Vlag van Polen               | 3B    | 12        | 10        | 18,4   |
| 11                     | Julia Lautowa (4)       | Vlag van Oostenrijk          | 4A    | 8         | 12        | 18,4   |
| 12                     | Eva-Maria Fitze (2)     | Vlag van Duitsland           | 4B    | 10        | 13        | 20,6   |
| 13                     | Silvia Fontana (3)      | Vlag van Italië              | 8B    | 15        | 11        | 23,2   |
| 14                     | Zuzanna Paurova (4)     | Vlag van Slowakije           | 9A    | 14        | 14        | 26,0   |
| 15                     | Joelija Vorobjova (7)   | Vlag van Azerbeidzjan        | 7B    | 17        | 15        | 28,0   |
| 16                     | Kaja Hanevold (5)       | Vlag van Noorwegen           | 11B   | 13        | 17        | 29,2   |
| 17                     | Marion Krijgsman (5)    | Vlag van Nederland           | 9B    | 18        | 16        | 30,4   |
| 18                     | Valeria Trifancova (3)  | Vlag van Letland             | 12A   | 16        | 19        | 33,4   |
| 19                     | Olga Vassiljeva (3)     | Vlag van Estland             | 10B   | 24        | 18        | 36,4   |
| 20                     | Veronika Dytrt (2)      | Vlag van Duitsland           | 10A   | 18        | 22        | 36,8   |
| 21                     | Idora Hegel             | Vlag van Kroatië             | 14B   | 20        | 21        | 38,6   |
| 22                     | Klara Bramfeldt (3)     | Vlag van Zweden              | 14A   | 22        | 20        | 38,8   |
| 23                     | Sanna-Maija Wiksten (2) | Vlag van Finland             | 11A   | 21        | 24        | 41,0   |
| 24                     | Anna Dimova (2)         | Vlag van Bulgarije           | 13A   | 23        | 23        | 42,0   |
| Vrije kür niet bereikt |                         |                              |       |           |           |        |
| 25                     | Christel Borghi         | Vlag van Zwitserland         | 13B   | 25        |           |        |
| 26                     | Ingrida Snieskiene      | Vlag van Litouwen            | 15A   | 26        |           |        |
| 27                     | Dorothee Derroitte      | Vlag van België              | 12B   | 28        |           |        |
| 28                     | Helena Pajovic          | Vlag van Joegoslavië         | 15B   | 27        |           |        |
| -                      | Tanja Szewczenko (6)    | Vlag van Duitsland           | 4B    |           |           | t.z.t. |
| -                      | Laetitia Hubert (8)     | Vlag van Frankrijk           | 6B    |           |           | t.z.t. |
| Alleen kwalificatie    |                         |                              |       |           |           |        |
| 31                     | Salome Tsjigogidze (2)  | Vlag van Georgië             | 16A   |           |           |        |
| 31                     | Marta Senra (3)         | Vlag van Spanje              | 16B   |           |           |        |
| 33                     | Anna Chatziathanassiou  | Vlag van Griekenland         | 17B   |           |           |        |
| -                      | Mojca Kopac (7)         | Vlag van Slovenië            |       |           |           | t.z.t. |
| -                      | Stephanie Main (3)      | Vlag van Verenigd Koninkrijk |       |           |           | t.z.t. |

| #      | naam (deelname)                              | land                  | verpl. kür | vrije kür | pc   |
| ------ | -------------------------------------------- | --------------------- | ---------- | --------- | ---- |
| Goud   | Maria Petrova (3) Aleksej Tichonov           | Vlag van Rusland      | 5          | 1         | 3,5  |
| Zilver | Dorota Zagórska (6) Mariusz Siudek (8)       | Vlag van Polen        | 4          | 2         | 4,0  |
| Brons  | Sarah Abitbol (7) Stephane Bernadis (7)      | Vlag van Frankrijk    | 2          | 3         | 4,0  |
| 4      | Peggy Schwarz (8) Mirko Müller (4)           | Vlag van Duitsland    | 3          | 5         | 6,5  |
| 5      | Tatjana Totmjanina Maksim Marinin            | Vlag van Rusland      | 7          | 4         | 7,5  |
| 6      | Joelija Obertas (2) Dmitri Palamartsjoek (2) | Vlag van Oekraïne     | 6          | 6         | 9,0  |
| 7      | Katerina Berankova (4) Otto Dlabola (4)      | Vlag van Tsjechië     | 8          | 7         | 11,0 |
| 8      | Tatiana Chuvaeva Vyacheslav Chily            | Vlag van Oekraïne     | 10         | 8         | 13,0 |
| 9      | Evgenia Filonenko (4) Igor Marchenko (4)     | Vlag van Oekraïne     | 9          | 9         | 13,5 |
| 10     | Olga Bestandigova (3) Jozef Bestandig (3)    | Vlag van Slowakije    | 13         | 10        | 16,5 |
| 11     | Ekaterina Danko Gennady Emelianenko          | Vlag van Wit-Rusland  | 12         | 11        | 17,0 |
| 12     | Inga Rodionova (3) Alexander Anichenko (3)   | Vlag van Azerbeidzjan | 11         | 12        | 17,5 |
| 13     | Mariana Kautz Norman Jeschke                 | Vlag van Duitsland    | 14         | 13        | 20,0 |
| 14     | Maria Krasiltseva (3) Artem Zhachkov         | Vlag van Armenië      | 16         | 14        | 22,0 |
| 15     | Milena Marinovich Stoyan Kazakov             | Vlag van Bulgarije    | 15         | 15        | 22,5 |
| -      | Yelena Berezhnaya (6) Anton Sikharulidze (5) | Vlag van Rusland      | 1          |           |      |
| -      | Veronika Ruzkova Marek Sedlmajer             | Vlag van Tsjechië     |            |           |      |

| IJsdansen              | IJsdansen                                     | IJsdansen                    | IJsdansen    | IJsdansen    | IJsdansen | IJsdansen | IJsdansen |
| #                      | naam (deelname)                               | land                         | verpl. kür 1 | verpl. kür 2 | orig. kür | vrije kür | pc        |
| ---------------------- | --------------------------------------------- | ---------------------------- | ------------ | ------------ | --------- | --------- | --------- |
| Goud                   | Anjelika Krylova (7) Oleg Ovsyannikov (5)     | Vlag van Rusland             | 1            | 1            | 1         | 1         | 2,0       |
| Zilver                 | Marina Anissina (6) Gwendal Peizerat (7)      | Vlag van Frankrijk           | 2            | 2            | 2         | 2         | 4,0       |
| Brons                  | Irina Lobacheva (5) Ilia Averbukh (5)         | Vlag van Rusland             | 3            | 3            | 3         | 3         | 6,0       |
| 4                      | Barbara Fusar-Poli (6) Maurizio Margaglio (5) | Vlag van Italië              | 4            | 4            | 4         | 4         | 8,0       |
| 5                      | Margarita Drobiazko (8) Povilas Vanagas (8)   | Vlag van Litouwen            | 5            | 5            | 5         | 5         | 10,0      |
| 6                      | Kati Winkler (5) Rene Lohse (5)               | Vlag van Duitsland           | 6            | 6            | 6         | 6         | 12,0      |
| 7                      | Olena Hroesjyna (4) Roeslan Hontsjarov (4)    | Vlag van Oekraïne            | 7            | 7            | 7         | 7         | 14,0      |
| 8                      | Sylwia Nowak (5) Sebastian Kolasiński (5)     | Vlag van Polen               | 8            | 8            | 8         | 9         | 17,0      |
| 9                      | Albena Denkova (7) Maksim Staviski (3)        | Vlag van Bulgarije           | 10           | 10           | 9         | 8         | 17,4      |
| 10                     | Galit Chait (3) Sergei Sakhnovski (3)         | Vlag van Israël              | 11           | 9            | 10        | 10        | 20,0      |
| 11                     | Tatjana Navka (6) Roman Kostomarov            | Vlag van Rusland             | 9            | 12           | 11        | 11        | 21,8      |
| 12                     | Isabelle Delobel (2) Olivier Schoenfelder (2) | Vlag van Frankrijk           | 12           | 11           | 12        | 12        | 23,8      |
| 13                     | Dominique Deniaud (1) Jaffredo Martial        | Vlag van Frankrijk           | 13           | 13           | 13        | 13        | 26,0      |
| 14                     | Charlotte Clements (2) Gary Shortland (2)     | Vlag van Verenigd Koninkrijk | 14           | 14           | 14        | 14        | 28,0      |
| 15                     | Eliane Hugentobler (2) Daniel Hugentobler (2) | Vlag van Zwitserland         | 15           | 15           | 15        | 15        | 30,0      |
| 16                     | Stephanie Rauer (2) Thomas Rauer (2)          | Vlag van Duitsland           | 17           | 16           | 16        | 16        | 32,2      |
| 17                     | Zuzana Merzova (2) Tomas Morbacher (2)        | Vlag van Slowakije           | 16           | 17           | 18        | 17        | 34,4      |
| 18                     | Francesca Fermi (2) Diego Rinadli             | Vlag van Italië              | 18           | 18           | 17        | 18        | 35,4      |
| 19                     | Angelika Fuhring (5) Bruno Ellinger (3)       | Vlag van Oostenrijk          | 19           | 19           | 19        | 19        | 38,0      |
| 20                     | Gabriela Hrazksa Jiri Prochazka               | Vlag van Tsjechië            | 22           | 20           | 20        | 20        | 40,4      |
| 21                     | Kristina Kobaladze Oleg Voiko                 | Vlag van Oekraïne            | 21           | 22           | 21        | 21        | 42,2      |
| 22                     | Jenny Dahlen (2) Igor Loekanin                | Vlag van Azerbeidzjan        | 20           | 21           | 22        | 22        | 43,4      |
| 23                     | Bianca Szijgyarto (2) Tamas Sari              | Vlag van Azerbeidzjan        | 23           | 23           | 23        | 23        | 46,0      |
| 24                     | Kristina Kalesnik (2) Aleksaner Terentjev (2) | Vlag van Estland             | 24           | 24           | 24        | 24        | 48,0      |
| Vrije kür niet bereikt |                                               |                              |              |              |           |           |           |
| 25                     | Pia-Maria Gustafsson Antti Grönlund           | Vlag van Finland             | 25           | 25           | 25        |           |           |
| 26                     | Anne-Mette Poulsen David Bkazek               | Vlag van Denemarken          | 26           | 26           | 26        |           |           |

Medaillewinnaars

Mannen · 
Vrouwen ·
Paren · 
IJsdansen

Toernooi

1891 · 
1892 · 
1893 · 
1894 · 
1895 · 
1896-1897 · 
1898 · 
1899 · 
1900 · 
1901 · 
1902-1903 · 
1904 · 
1905 · 
1906 · 
1907 · 
1908 · 
1909 · 
1910 · 
1911 · 
1912 · 
1913 · 
1914 · 
1915-1921 · 
1922 · 
1923 · 
1924 · 
1925 · 
1926 · 
1927 · 
1928 · 
1929 · 
1930 · 
1931 · 
1932 · 
1933 · 
1934 · 
1935 · 
1936 · 
1937 · 
1938 · 
1939 ·
1940-1946 · 
1947 · 
1948 · 
1949 · 
1950 · 
1951 · 
1952 · 
1953 · 
1954 · 
1955 · 
1956 · 
1957 · 
1958 · 
1959 · 
1960 · 
1961 · 
1962 · 
1963 · 
1964 · 
1965 · 
1966 · 
1967 · 
1968 · 
1969 · 
1970 · 
1971 · 
1972 · 
1973 · 
1974 · 
1975 · 
1976 · 
1977 · 
1978 · 
1979 · 
1980 · 
1981 · 
1982 · 
1983 · 
1984 · 
1985 · 
1986 · 
1987 · 
1988 · 
1989 · 
1990 · 
1991 · 
1992 · 
1993 · 
1994 · 
1995 ·
1996 · 
1997 · 
1998 · 
1999 · 
2000 · 
2001 · 
2002 · 
2003 · 
2004 · 
2005 · 
2006 ·
2007 ·
2008 ·
2009 ·
2010 ·
2011 ·
2012 ·
2013 ·
2014 ·
2015 ·
2016 ·
2017 ·
2018 ·
2019 ·
2020 ·
2021 · 
2022 · 
2023 · 
2024 · 
2025

WK kunstschaatsen ·
WK kunstschaatsen junioren ·
Viercontinentenkampioenschap ·
Olympische Spelen